# Дмитровский переулок (Санкт-Петербург)
Дми́тровский переу́лок — переулок в Центральном районе Санкт-Петербурга. Проходит от Стремянной улицы до Колокольной улицы.

## География
Пролегает между Владимирским проспектом и Поварским переулком, соединяя улицы Стремянную и Колокольную. Южная оконечность улицы выходит к Владимирскому собору, северная оконечность — к музею-квартире актёрской династии Самойловых.

## История
Переулок известен с 1776 года, когда существовавшая на тот момент его часть получила название Хлебной улицы. Вторая часть улицы заложена в 1786 году как Хлебный переулок. В 1800-х годах улица получила единое название (Хлебный переулок), а 9 декабря 1857 года была переименована в Дмитровский переулок в честь древнего подмосковного города Дмитрова.

## Здания и сооружения
- д. 9 — ГДОУ Детский сад № 112 Центрального района

## Транспорт
- Станции метро: Владимирская (160 м), Достоевская (200 м), Маяковская (260 м)

## Пересечения
- Колокольная улица
- Стремянная улица